# (4280) Simonenko
(4280) Simonenko ist ein Hauptgürtelasteroid der am 13. August 1985 von Nikolai Stepanowitsch Tschernych vom Krim-Observatorium aus entdeckt wurde.
Der Asteroid wurde nach der russischen Astronomin Alla Nikolaevna Simonenko (1935–1984) benannt.